# Урнебес
Урнебес (серб. Урнебес, «гармидер, безлад, розгардіяш») — страва сербської кухні. Це гострий соус, закуска або намазка, хоча його часто називають салатом. Готується з бринзи або сиру, з додаванням перцю, часнику, паприки й меленого гострого перцю. Часто в урнебес додають і овочі: ікру з баклажанів або айвар.
Урнебес є хорошим гарніром для страв на грилі або до смаженого м'яса. Також часто його намазують на хліб. Вважається більш типовим для південної Сербії та широко відомий у місті Ніш. Урнебес поширений в Північній Македонії та інших балканських країнах.

## Приготування
Спершу потрібно запекти болгарський перець.
Після цього перець прибирають в пакет або під плівку ненадовго. Коли шкірка перцю розм'якне настільки, що її можна буде зчистити ножем, то тоді її знімають.
Нарізають перець та чистять часник, складають все це в блендер, додається невелика кількість меленого перцю і стільки ж масла. Подрібнюється все до однорідної маси.